# Кульман, Бернд
Бернд Кульман (нем. Bernd Cullmann; 11 октября 1939, Идар-Оберштайн, Биркенфельд — 13 января 2025, Идар-Оберштайн, Рейнланд-Пфальц) — немецкий легкоатлет, который специализировался в беге на короткие дистанции.

## Биография
Олимпийский чемпион 1960 года в эстафете 4×100 метров.
Экс-рекордсмен мира и Европы в эстафете 4×100 метров.
Неоднократный чемпион ФРГ в спринтерских (в том числе эстафетных) дисциплинах.
Скончался 13 января 2025 года в возрасте 85 лет.
После завершения спортивной карьеры он продолжил свою профессию огранщика драгоценных камней, сохраняя семейную традицию в третьем поколении.